# Götzendorf (Gemeinde Schäffern)
Götzendorf ist ein Ort im Wechselland in der Steiermark wie auch Ortschaft und Katastralgemeinde der Gemeinde Schäffern im Bezirk Hartberg-Fürstenfeld. Die Ortschaft hat 132 Einwohner (Stand 1. Jänner 2024).
Götzendorf die östlichste Ortschaft der Steiermark.

## Geographie
Der Ort liegt an der Ostabdachung des Wechsels, direkt an der niederösterreichischen Grenze, unweit des steirisch-niederösterreichisch-burgenländischen Dreiländerecks, und kann auch schon in den Raum der Bernsteiner Berge respektive der Buckligen Welt gerechnet werden. Er befindet sich etwa 20 Kilometer nordöstlich der Stadt Hartberg, knapp 6 Kilometer östlich von Pinggau/Friedberg.
Das Dorf Götzendorf liegt auf um die 700 m ü. A. Höhe auf einem Riedel, der vom Hutwisch (896 m ü. A.) südwestwärts streicht. Nordwestlich fließt der Schäffernbach, südostwärts der Steingrabenbach und der Wiesenbach, alle diese Bäche gehen zur Pinka. Der Ort hat etwa 45 Häuser.
Die Ortschaft Götzendorf umfasst um die 50 Adressen.
Zum Ortschaftsgebiet gehören auch die Gehöfte Schuster-Hanselannerl (Schusterhansel) und Simerl südlich, und wenige Häuser beim niederösterreichischen Ulrichsdorf. Einige Häuser der Katastralgemeinde bei Elsenau gehören zu jener Ortschaft.
Die Katastralgemeinde Götzendorf mit 441 Hektar erstreckt sich vom Schäffernbach und Steingrabenbach bis an den Willersbach im Südosten (über Zickenbach ebenfalls zur Pinka). In dessen Tal liegt in der Willersdorfer Schlucht das Dreiländereck (501 m ü. A.). Süd- wie Nordostgrenze der Katastralgemeinde sind steirische Landesgrenze.
| Elsenau (O u. KG)                                              | Ulrichsdorf (O, KG Gschaidt, Gem. Hochneukirchen-Gschaidt, Bez. Wr. Neustadt-Land, NÖ) | Gschaidt (KG, Gem. Hochneukirchen-Gschaidt, Bez. Wr. Neustadt-Land, NÖ)                  |
| Sparberegg (O u. KG)                                           | Kompassrose, die auf Nachbargemeinden zeigt                                            | Loipersdorf (O, KG Gschaidt, Gem. Hochneukirchen-Gschaidt, Bez. Wr. Neustadt-Land, NÖ) ∗ |
| Schreibersdorf (O u. KG, Gem. Wiesfleck, Bez. Oberwart, Bgld.) | Schönherrn (O u. KG, Gem. Wiesfleck, Bez. Oberwart, Bgld.)                             | Schmiedrait (O u. KG, Gem. Oberschützen, Bez. Oberwart, Bgld.)                           |

## Geschichte, Kultur und Sehenswürdigkeiten

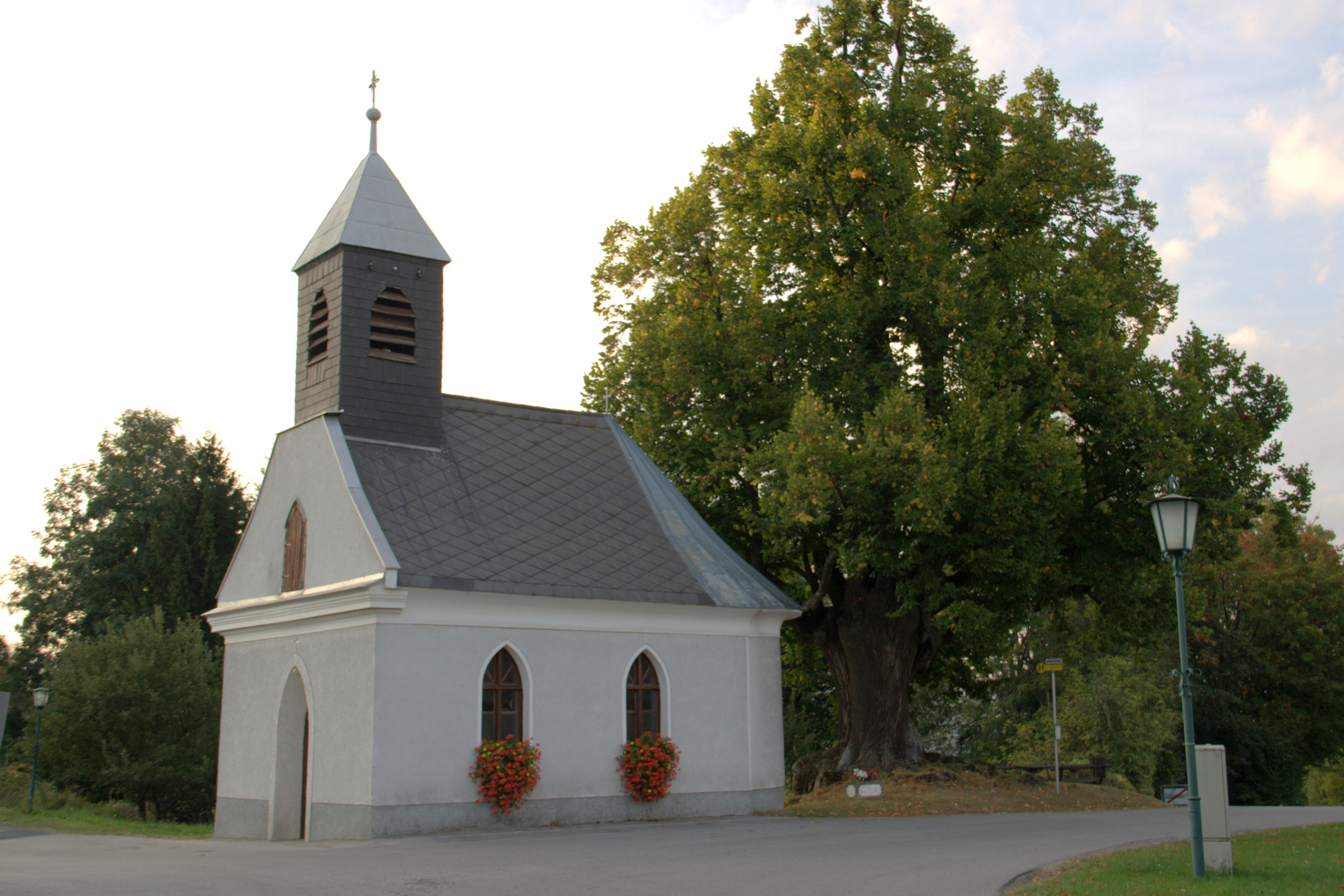
Josefskapelle und Sommerlinde

Der Raum war schon in der Antike gut besiedelt, südlich vom Schusterhansel (Götzendorf Nr. 20) liegt ein Feld mit 6 Grabhügeln (Tumuli). Es datiert in die frühe Römerzeit (Münzfunde), ist von der Art her aber wohl wie die anderen Gräber der Gegend der vorrömischen Bevölkerung zuzurechnen. Hierorts ist die nordöstlichste Verbreitung dieses Gräbertyps, der sich um Hartberg konzentriert. Es besteht sicherlich ein Zusammenhang mit der Römerstraße von Savaria (Szombathely) durchs Südburgenländische Hügelland zum Wechselpass, die vermutlich irgendwo hier in der Gegend verlief.
Die Ortslage ist schon 1316 als Göczingsdorf urkundlich.
Die Ortskapelle Hl. Josef wurde 1892 an Stelle eines hölzernen Glockenturms erbaut. Sie gehört zur Pfarre Gschaid, und damit zum niederösterreichischen Vikariat Unter dem Wienerwald der Erzdiözese Wien, und steht unter Denkmalschutz (Listeneintrag). Die Kapelle steht neben der „tausendjährigen“ Dorflinde. Ihr wahres Alter ist unbekannt, sie ist ein Naturdenkmal (Listeneintrag).
Mit Schaffung der Ortsgemeinden 1848/49 kam die Steuergemeinde (dann Katastralgemeinde) Götzendorf zur Gemeinde Sparbaregg, die ab 1964 Sparberegg hieß. Per 1. Jänner 1968 wurde diese Gemeinde aufgelöst, und die Ortschaften der Gemeinde Schäffern angegliedert. Im Jahr darauf kam Sparberegg zu Pinggau, Götzendorf blieb bei Schäffern. Deshalb heißt der Zählsprengel für diese Ortschaft noch immer Sparberegg (Zählsprengel-Nr. 62247001), mit einem gleichnamigen Zählsprengel (ZSpNr. 62233003) in Pinggau. Die Ortschaft Elsenau Sparberegg (Ortschaftskennzahl 15202), die die in der Katastralgemeinde Götzendorf liegenden Häuser bei Elsenau umfasste, wurde 2012 aufgelöst und dort dazu genommen.
|           | Herzogtum Steiermark | Herzogtum Steiermark | Herzogtum Steiermark | Herzogtum Steiermark | Herzogtum Steiermark | Herzogtum Steiermark | Herzogtum Steiermark | Herzogtum Steiermark | Bundesland Steiermark | Bundesland Steiermark | Bundesland Steiermark | Bundesland Steiermark | Bundesland Steiermark | Bundesland Steiermark | Bundesland Steiermark | Bundesland Steiermark |
|           |                      |                      |                      |                      |                      |                      | (Kthm. Österr.)      | (Österr.- Ugrn.)     | (Rep. Österr.)        | (Rep. Österr.)        | (Rep. Österr.)        | (Rep. Österr.)        | (Rep. Österr.)        | (Rep. Österr.)        | (Rep. Österr.)        | (Rep. Österr.)        |
|           | ∗                    | 1611                 | 1641                 | 1688                 | 1770                 | 1782                 | 1812                 | 1869                 | 1951                  | 1961                  | 1971                  | 1981                  | 1991                  | 2001                  | 2011                  | 2017                  |
| Einwohner | –                    | –                    | –                    | –                    | 171                  | 131                  | 96                   | 132                  | 121                   | 115                   | 111                   | 118                   | 149                   | 156                   | 138                   | 135                   |
| Gebäude   | 12                   | 13                   | 14                   | 15                   | ∗∗33                 | 25                   | ∗∗21                 | 17                   | 20                    | 20                    | 21                    | 27                    | 40                    | 41                    | 42                    | 50                    |